# Jorge Antonio Rodríguez
Jorge Antonio Rodríguez (Carora, 16 de febrero de 1942-Caracas, 25 de julio de 1976) fue un dirigente estudiantil y político venezolano. Fue dirigente del Movimiento de Izquierda Revolucionaria y, posteriormente, fundador de la Liga Socialista.
Se hizo conocido por participar en el secuestro, el 27 de febrero de 1976, de William Niehous, presidente local de Owens-Illinois, en su residencia en Caracas. Los secuestradores, miembros de la Organización Revolucionaria (OR), una facción derivada del MIR y vinculada a la Liga Socialista, acusaron a Niehous de ser un enemigo de Venezuela. El secuestro de Niehous, que duró tres años y cuatro meses, se considera uno de los más largos en la historia venezolana. Rodríguez fue detenido por su implicación en el secuestro y murió estando bajo custodia de la Dirección de los Servicios de Inteligencia y Prevención, hecho que llevó a la destitución de varios funcionarios, incluido el director Arístides Lander, tras ser acusados por fiscalía de tortura y homicidio. 
Es padre de Delcy y Jorge Rodríguez, ambos miembros del gobierno chavista.

## Biografía

### Familia
Jorge Antonio Rodríguez nació en el seno de una familia de escasos recursos. Fue hijo de Pascual Florido y de Eloína Rodríguez. El 26 de diciembre de 1962, Rodríguez contrae matrimonio con Delcy Gómez en la Iglesia de San Juan, Barquisimeto. Tuvieron tres hijos, entre los que se destacan Jorge Jesús y Delcy Eloína. Existe un tercer hijo llamado Jesús del que muy poco se ha visto en asuntos políticos.[cita requerida]

### Estudios
Debido a las dificultades económicas, Rodríguez no empezó el bachillerato inmediatamente después de haber terminado la primaria. Sin embargo, más adelante, estudió en la Escuela Técnica de Agricultura Gervasio Rubio —antes conocido como Centro Interamericano de Educación Rural (CIER)— ubicado en el estado Táchira, en donde egresa como maestro rural. Posteriormente, se traslada a Caracas a estudiar en la Facultad de Economía de la Universidad Central de Venezuela (UCV).

### Vida política

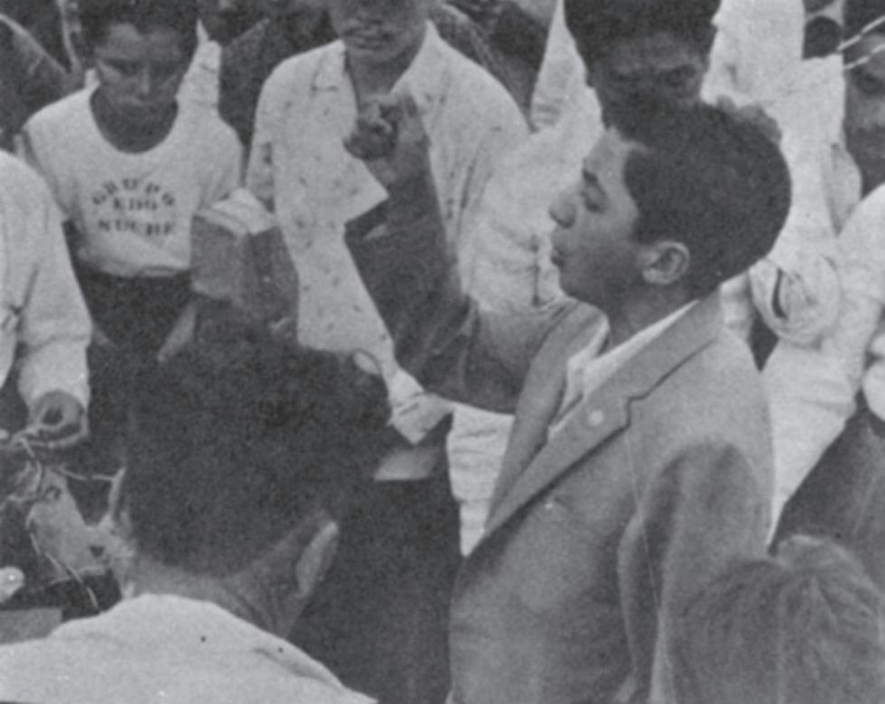
Jorge Antonio Rodríguez con 15 años de edad en Rubio, Venezuela, como dirigente estudiantil de Acción Democrática.

Militó brevemente en el partido Acción Democrática. Formó parte de la dirección estudiantil en la Federación de Centros Universitarios (FCU) y fue delegado del Consejo Universitario en el año 1966. Rodríguez estaba a favor del Movimiento de Renovación Universitaria, el cual nació el 18 de junio de 1968, dicho movimiento demandaba una mayor libertad del gobierno. Fue fiel activista en la lucha contra el cierre de la Universidad. En el año 1972, Rodríguez fue aprehendido por el Servicio de Inteligencia de las Fuerzas Armadas (SIFA), acusado de rebelión militar.
Jorge Rodríguez llamó a la creación de la Liga Socialista como partido de izquierda revolucionario en noviembre de 1973, en el cual ocupó el cargo de secretario general. «El socialismo se conquista peleando», fue el grito de combate que durante los años setenta elevara Jorge Rodríguez y la Liga Socialista.

#### Secuestro de William Niehous
William Niehous fue secuestrado por guerrilleros de izquierda en Venezuela el 27 de febrero de 1976. En ese momento, Niehous era el jefe de operaciones en Venezuela para Owens-Illinois, una empresa estadounidense de botellas de vidrio,Niehous fue señalado por grupos de izquierda como agente de la Agencia Central de Inteligencia (CIA).  Fue drogado y secuestrado de su casa en Caracas, siendo acusado su empresa de soborno y corrupción con el gobierno venezolano. Tras unos meses, el gobierno dejó de negociar con los secuestradores. Niehous permaneció cautivo durante tres años, cuatro meses y dos días, reconocido como el más largo en la política venezolana.Hasta ser encontrado por casualidad por la policía rural el 30 de junio de 1979, encadenado a un poste en una cabaña en una provincia del sur. La policía, que buscaba ladrones de ganado, mató a dos hombres armados que lo custodiaban y lo llevó a la estación de policía más cercana, sin saber quién era.En la búsqueda y rescate del estadounidense secuestrado, Jorge Rodríguez fue arrestado en la avenida Sucre, frente al liceo Miguel Antonio Caro.
Su rescate y reunión con su esposa Donna fueron noticia mundial. Durante su cautiverio, Niehous sobrevivió estableciendo metas semanales, enseñando a sus captores a jugar póker y debatiendo con ellos sobre capitalismo y marxismo. Una tendencia de toda la vida a confiar en las personas le llevó a creer en las promesas de sus captores de que no le matarían. Nacido el 11 de agosto de 1931 en Toledo, Ohio, se graduó en 1953 de la Universidad de Miami en Ohio y se unió a Owens-Illinois en 1955, tras servir en el ejército. Había gestionado operaciones en Ciudad de México y Madrid antes de aceptar el puesto en Caracas en 1974. El grupo marxista Comando Revolucionario Argimiro Gabaldón, del cual Jorge Rodríguez era líder, se atribuyó el secuestro, exigiendo un rescate de 3,5 millones de dólares, la distribución de alimentos a los pobres y la publicación de una declaración contra Owens-Illinois en periódicos extranjeros. Las tensiones entre la empresa y el presidente Carlos Andrés Pérez aumentaron cuando la compañía publicó la declaración en The New York Times, Le Monde y The Times de Londres, lo que llevó al gobierno a cortar la comunicación con los secuestradores y amenazar con nacionalizar las plantas de Owens-Illinois. Niehous nunca vio los rostros de sus captores, quienes usaban máscaras y rotaban en la vigilancia. Dos de sus secuestradores, Gabriel Puerta Aponte y Carlos Lanz Rodríguez, se convirtieron en asesores cercanos de Hugo Chávez.

### Muerte
Fue capturado por agentes de la Dirección General Sectorial de los Servicios de Inteligencia y Prevención (DISIP) el 23 de julio. En la DISIP fue asesinado a los 34 años de edad, el 25 de julio de 1976. La causa de muerte oficial de Rodríguez es un infarto, el cual es atribuido a las torturas a la que fue sometido durante su detención incluidas quemaduras con cigarrillos o descargas eléctricas, siete fracturas en sus costillas. El fiscal general de la república denunció su asesinato, que conmovió a la opinión pública en todo el país debido a los excesos cometidos por las fuerzas de seguridad del Estado.